# Bedford Park Boulevard (línea Concourse)

Bedford Park Boulevard es una estación en la línea Concourse del metro de la ciudad de Nueva York.
La estación tiene res vías con dos plataformas centrales. En el extremo sur, una de las salidas lleva al Grand Concourse.
Los trenes del servicio B terminan aquí durante las horas pico, y a menudo los trenes del servicio D también terminan aquí.

## Conexiones de autobuses
Rutas de Nueva York
- Bx1
- Bx2
- Bx25
- Bx26
- Bx34

Rutas de la Línea Bee
- 4
- 20
- 20X
- 21